# Galovac (ort)
Galovac är en ort i Kroatien.   Den ligger i länet Zadars län, i den södra delen av landet, 200 km söder om huvudstaden Zagreb. Galovac ligger 70 meter över havet och antalet invånare är 1 196.
Terrängen runt Galovac är platt. Runt Galovac är det tätbefolkat, med 266 invånare per kvadratkilometer. Närmaste större samhälle är Zadar, 13,2 km väster om Galovac. Trakten runt Galovac består till största delen av jordbruksmark.